# Amt Seenlandschaft Waren
L'Amt Seenlandschaft Waren est un Amt de l'arrondissement du Plateau des lacs mecklembourgeois dans le land de Mecklembourg-Poméranie-Occidentale, dans le Nord de l'Allemagne.

## Communes
1. Dratow-Schloen
2. Grabowhöfe
3. Groß Plasten
4. Hohen Wangelin
5. Jabel
6. Kargow
7. Klink
8. Klocksin
9. Moltzow
10. Neu Gaarz
11. Peenehagen
12. Schwinkendorf
13. Torgelow am See
14. Varchentin
15. Vielist
16. Vollrathsruhe